# Juan Arengreen
Juan Arengreen (Örebro, Suecia, 22 de noviembre de 1791 - San Miguel de Tucumán, 4 de noviembre de 1831) fue un militar sueco que participó en las guerras napoleónicas y se instaló posteriormente en América del Sur. Participó en la Guerra de Independencia de Perú y Chile, en la Guerra del Brasil y en las guerras civiles argentinas, en que encontró la muerte en combate.

## Biografía
Su verdadero nombre y apellido eran Johan Ahrengren o Arngren, pero fueron castellanizados como Juan Arengreen.
Participó en las guerras napoleónicas desde 1811, en el ejército del emperador Napoleón Bonaparte. Hizo campañas por Alemania y Noruega, y fue dado de baja en 1814. Recorrió el mundo buscando dónde emplearse como militar, y posiblemente prestó servicios en la guerra entre Estados Unidos e Inglaterra, en 1815.
En 1819 arribó a Chile, donde fue incorporado como capitán de artillería al Ejército de los Andes, y participó en la campaña al Perú. Tras la entrada en Lima, asistió al sitio del Callao.
Regresó pronto a Chile y participó en la campaña a Chiloé de 1826.
A mediados de 1826 pasó a Buenos Aires, donde se enroló en el ejército que iba a hacer la campaña del Brasil, como oficial del cuerpo de artillería al mando de Iriarte. Combatió en las batallas de Ituzaingó y Camacuá.
A órdenes del general José María Paz participó en la invasión a Córdoba en 1829, y fue el jefe de la artillería unitaria en las batallas de San Roque, La Tablada y Oncativo. En gran medida, la derrota de Facundo Quiroga en La Tablada se debió a la artillería al mando de Arengreen. Fue ascendido al grado de teniente coronel.
Tras la caída de Paz en manos federales, retrocedió a Tucumán a órdenes de Lamadrid, que lo ascendió a coronel. Fue el jefe de la artillería en la batalla de La Ciudadela, batalla en que se encontró con la sorpresa de que los jinetes riojanos –entre ellos el famoso Chacho Peñaloza– enfrentaban a caballo los fuegos de la artillería y les quitaban los cañones con sus lazos. Pese a que el jefe de la artillería trató de proteger sus cañones con guardias de infantería, uno de esos jinetes fue quien hirió de muerte al coronel Arengreen, con un tiro de pistola en el cuello. La batalla de La Ciudadela fue una victoria federal y significó el fin de la Liga del Interior.
Varias calles en distintas ciudades argentinas –entre ellas en el barrio de Caballito, en Buenos Aires, en la ciudad de Rosario y en la localidad de Ituzaingó (provincia de Buenos Aires)– recuerdan a este militar extranjero.